# Parumbrosa polylobata
Parumbrosa polylobata is een schijfkwal uit de familie Ulmaridae. De kwal komt uit het geslacht Parumbrosa. Parumbrosa polylobata werd in 1910 voor het eerst wetenschappelijk beschreven door Kishinouye. 